# آندریاس کراوز (بازیکن فوتبال، زاده ۱۹۶۷)
آندریاس کراوز (انگلیسی: Andreas Krause؛ زادهٔ ۱۶ نوامبر ۱۹۶۷) بازیکن فوتبال اهل آلمان است.